# کی‌دی‌ئی پلاسما ۵
کی‌دی‌ئی پلاسما ۵ (KDE Plasma 5) نسل پنجم و کنونی محیط گرافیکی‌ای است که توسط کی‌دی‌ئی و به‌طور عمده برای سیستم‌های لینوکسی ایجاد شده است. کی‌دی‌ئی پلاسما ۵ نسل جانشین کی‌دی‌ئی پلاسما ۴ است و اولین بار در ۱۴ ژوئیه ۲۰۱۴ منتشر شد.
این نسخه شامل یک پوستهٔ پیش‌فرض جدید به نام Breeze (به فارسی: نسیم) و همچنین همگرایی بیش‌تر در دستگاه‌های مختلف است. رابط گرافیکی آن نیز به طور کامل به QML منتقل شده است که از OpenGL برای شتاب سخت‌افزاری استفاده می‌کند؛ که خود منجر به عملکرد بهتر و کاهش مصرف انرژی می‌شود.
پلاسما موبایل نیز نسخهٔ مخصوص تلفن‌های هوشمند برپایه لینوکس است.